# Sture Pettersson
Sture Helge Vilhelm Pettersson (Vårgårda, 30 de setembro de 1942 — Alingsås, 26 de junho de 1983) foi um ciclista sueco. Fez parte da equipe sueca na prova de estrada contrarrelógio de quatro irmãos Petterson, conhecidos como irmãos Fåglum, que conquistaram o título mundial em 1967–1969 e uma medalha de prata nos Jogos Olímpicos de Verão de 1968; três dos quatro irmãos também fizeram parte da equipe de estrada vencedora de bronze nos Jogos de 1964. No ano de 1967, eles foram premiados com Medalha de Ouro do Svenska Dagbladet. Petterson se tornou profissional após o Campeonato Mundial UCI de 1969, juntamente com os outros quatro irmãos, mas teve pouco sucesso e se retirou das competições em 1972.